# 1930 na literatura

## Eventos
- Maria de Arruda Müller, é a primeira mulher a conquistar uma cadeira na Academia Mato-Grossense de Letras.

## Publicações

### Infantojuvenil
- Monteiro Lobato - Peter Pan

### Romance
- Aquilino Ribeiro - O Homem que Matou o Diabo
- Ferreira de Castro - A Selva

### Poesia
- Florbela Espanca - Charneca em Flor

## Nascimentos
| Data            | Nome                  | Profissão                                                                      | Nacionalidade  | Observações | Ref |
| --------------- | --------------------- | ------------------------------------------------------------------------------ | -------------- | ----------- | --- |
| 13 de Fevereiro | Ernst Fuchs           | pintor, desenhista, escultor, arquiteto, cenógrafo, compositor, poeta e cantor | Áustria        |             |     |
| 21 de Março     | Dinis Machado         | escritor e jornalista                                                          | Portugal       | m. 2008     |     |
| 21 de Abril     | Hilda Hilst           | poeta, escritora e dramaturga                                                  | Brasil         | m. 2004     |     |
| 25 de Abril     | Arsénio Mota          | escritor                                                                       | Portugal       |             |     |
| 3 de Junho      | Marion Zimmer Bradley | escritora                                                                      | Estados Unidos | m. 1999     |     |
| 6 de Agosto     | Albano Dias Martins   | poeta                                                                          | Portugal       |             |     |
| 2 de Setembro   | Paulo Francis         | jornalista, crítico de teatro e escritor                                       | Brasil         | m. 1997     |     |
| 10 de Setembro  | Ferreira Gullar       | jornalista e poeta                                                             | Brasil         |             |     |
| 10 de outubro   | Harold Pinter         | ator, diretor, poeta, roteirista                                               | Inglaterra     | m. 2008     |     |
| 15 de Novembro  | J. G. Ballard         | escritor                                                                       | Inglaterra     |             |     |
| 23 de novembro  | Herberto Hélder       | escritor                                                                       | Portugal       |             |     |

## Mortes
| Data           | Nome               | Profissão                      | Nacionalidade | Observações | Ref |
| -------------- | ------------------ | ------------------------------ | ------------- | ----------- | --- |
| 2 de março     | D. H. Lawrence     | escritor                       | Inglaterra    | n. 1885     |     |
| 7 de julho     | Arthur Conan Doyle | escritor                       | Inglaterra    | n. 1859     |     |
| 5 de dezembro  | Raul Brandão       | militar, jornalista e escritor | Portugal      | n. 1867     |     |
| 8 de dezembro  | Florbela Espanca   | poetisa                        | Portugal      | n. 1894     |     |
| 16 de dezembro | Silva Ramos        | escritor                       | Brasil        | n. 1853     |     |
| 25 de dezembro | Hermes Fontes      | compositor e poeta             | Brasil        | n. 1888     |     |

## Prémios literários
- Nobel de Literatura - Sinclair Lewis.